# Welmaya nigrilinea
Welmaya nigrilinea är en insektsart som beskrevs av Walker 1857. Welmaya nigrilinea ingår i släktet Welmaya och familjen dvärgstritar. Inga underarter finns listade i Catalogue of Life.